# Børge Gerber
Børge Gerber (født 25. maj 1947) var en stor stærk maskinarbejder, der prægede de første år med ishockey i Vojens Ishockey Klub midt i 60'erne. Han scorede bl.a. det allerførste mål for klubben i sæsonpremieren den 23. november 1963 mod Herning Ishockey Klub. Hans specielle navn blev kendt over hele landet, da han lå nær toppen i ligaen flere gange.